# Denijs van Alsloot
Denijs van Alsloot (ook wel bekend als Denis of Denys van Alsloot) (ca. 1570, Mechelen — ca. 1626, Brussel) was een Zuid-Nederlands kunstschilder.
Van Alsloot schilderde aanvankelijk in de stijl van Gillis van Coninxloo, maar na 1610 ontwikkelde hij geleidelijk aan een eigen stijl. Dit is onder meer te zien in zijn werk Het feest van de Ommegang (Prado, Madrid) en in de Processie naar Onze-Lieve-Vrouw ter Zavel in Brussel (Victoria and Albert Museum, Londen).
Vanaf het begin van de zeventiende eeuw (1600 of 1606) was hij ook hofschilder van Albrecht en Isabella.
Van Alsloot kan beschouwd worden als een voorloper van de moderne landschapschilderkunst.

## Afbeeldingen

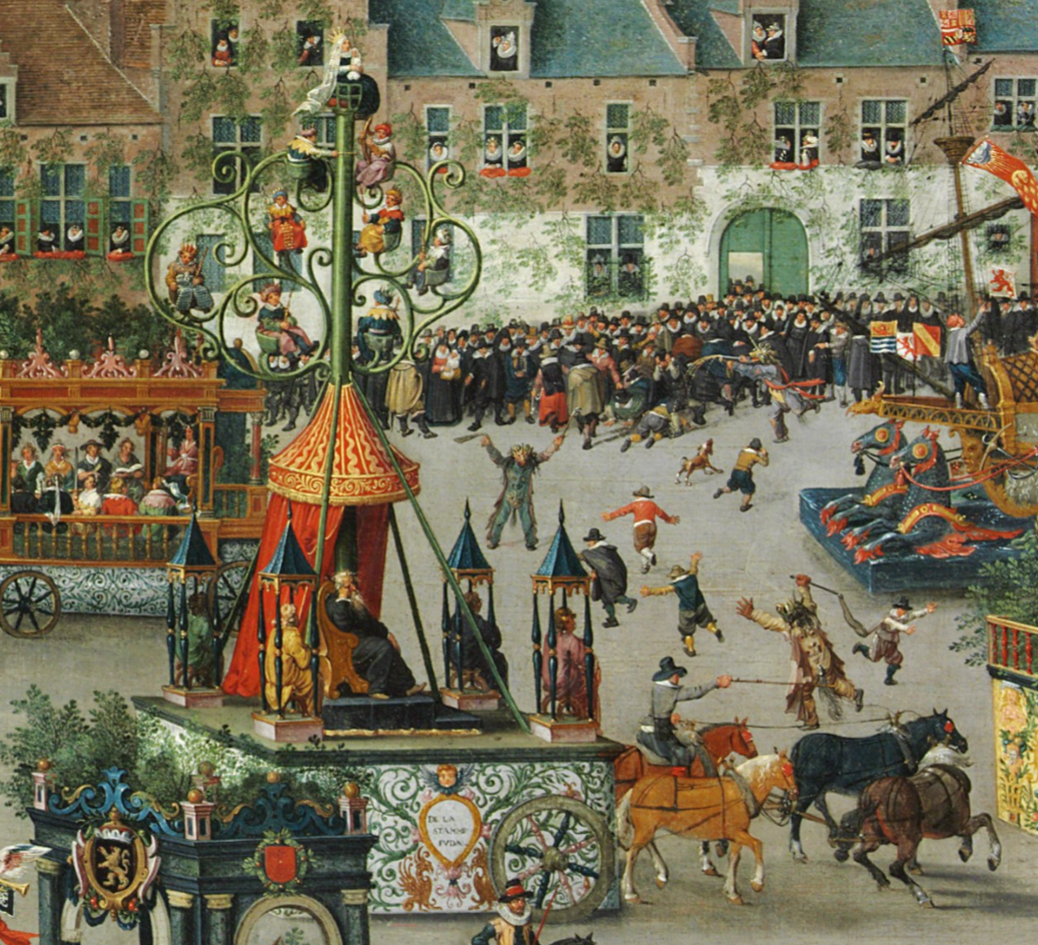
De boom van Jesse. (Detail: De ommgegang Brussel, 31 mei 1615)
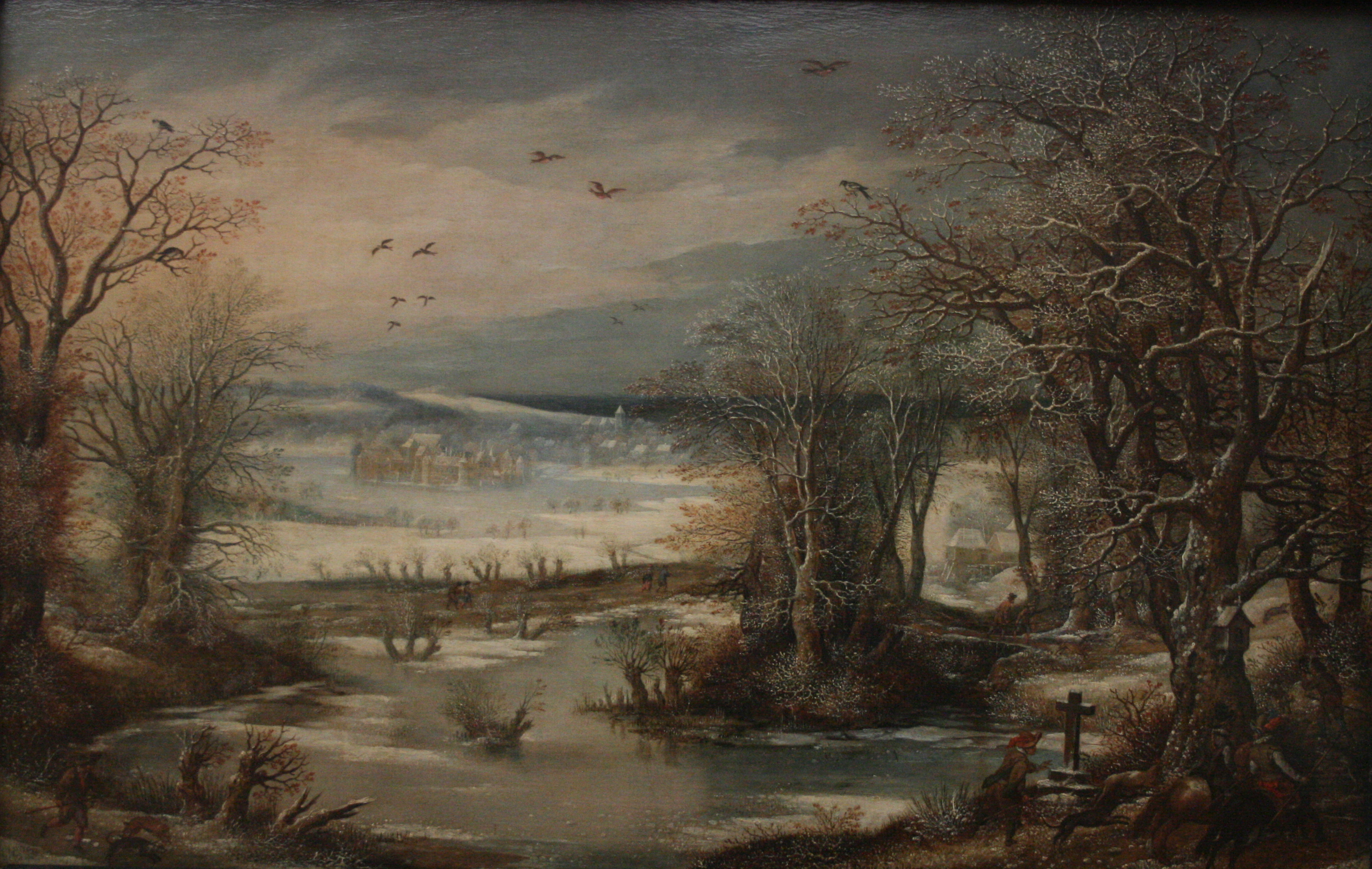
Winterlandschap met kasteel van Tervuren, 1614